# Hyderabad (huyện)
Huyện Hyderabad là một huyện thuộc bang Telangana, Ấn Độ. Thủ phủ huyện Hyderabad đóng ở Hyderabad. Huyện Hyderabad có diện tích 217 ki lô mét vuông. Đến thời điểm năm 2001, huyện Hyderabad có dân số 3686460 người.

## Hành chính
Huyện Hyderabad là một phần của thành phố Hyderabad, đặt dưới sự quản lý chung của Hội đồng thành phố Greater Hyderabad Municipal Corporation (GHMC). Huyện được phân thành 2 phó huyện (Hyderabad và Secunderabad) và 16 mandal:
1. Amberpet
2. Ameerpet
3. Asifnagar
4. Bahadurpura
5. Bandlaguda
6. Charminar
7. Golconda
8. Himayatnagar
9. Khairtabad
10. Marredpally
11. Musheerabad
12. Nampally
13. Saidabad
14. Secunderabad
15. Shaikpet
16. Trimulgherry